# Jarosław Kapsa
Jarosław Leszek Kapsa (ur. 11 maja 1958 w Krakowie) – polski polityk, dziennikarz i urzędnik samorządowy, poseł na Sejm X kadencji.

## Życiorys
Jest absolwentem VII Liceum Ogólnokształcącego im. Mikołaja Kopernika w Częstochowie, w 2003 podjął studia politologiczne. Od 1978 pracował jako górnik dołowy w Kopalni Węgla Kamiennego „Staszic”. W czasie odbywania służby wojskowej w okresie od sierpnia 1980 do kwietnia 1981 był ukarany aresztem za organizację rady żołnierskiej w jednostce wojskowej w Pleszewie. Następnie pracował przez kilka miesięcy w zarządzie regionu „Solidarności”. W stanie wojennym początkowo ukrywał się, został jednak zatrzymany 31 grudnia 1981, a następnie internowany na okres do 23 grudnia 1982. Po zwolnieniu działał w podziemnych strukturach związku, współpracował z pismami niezależnymi „Wytrwamy”, „Nadzieja” i „Dyskurs”, w 1985 (razem z Markiem Wójcikiem) założył jawny Komitet Obrony Interesów Społeczeństwa Regionu Częstochowa. Aresztowano go za nielegalną działalność w grudniu tego samego roku, zwolniono po trzech miesiącach. Od 1987 należał do Ruchu Wolność i Pokój. W latach 1988–1989 współtworzył z Mariuszem Maszkiewiczem regionalne niezależne pismo „Dyskurs”.
W 1989 został sekretarzem Komitetu Obywatelskiego, z którego poparciem uzyskał mandat posła X kadencji. Jako poseł Obywatelskiego Klubu Parlamentarnego pracował w centralnej komisji weryfikującej funkcjonariuszy Służby Bezpieczeństwa, zajmował się także wojskowymi służbami specjalnymi. W trakcie kadencji przeszedł do KP Unii Demokratycznej, wcześniej działał w Forum Prawicy Demokratycznej. W wyborach w 1991 bez powodzenia ubiegał się o poselską reelekcję. W 1992 dołączył do Partii Konserwatywnej, w 1993 bezskutecznie kandydował z jej ramienia do Senatu w okręgu częstochowskim. Później wycofał się z działalności partyjnej.
W latach 1991–1992 był pracownikiem „Życia Warszawy”, w 1992 zastępcą redaktora naczelnego dziennika „Życie Częstochowy”, w latach 1992–1995 dziennikarzem „Dziennika Częstochowskiego 24 godziny”, a od 1995 do 2002 „Gazety Częstochowskiej”. Od 2004 stały felietonista częstochowskiego tygodnika regionalnego „7 Dni”. W 2002 został zatrudniony w biurze prasowym częstochowskiego urzędu miasta, był pełnomocnikiem i doradcą prezydenta miasta. Jest autorem książek o historii najnowszej i historii Częstochowy.
W 2011 odznaczony przez prezydenta Bronisława Komorowskiego Krzyżem Oficerskim Orderu Odrodzenia Polski. W 2015 otrzymał Krzyż Wolności i Solidarności.